# Tintry
Tintry – miejscowość i gmina we Francji, w regionie Burgundia-Franche-Comté, w departamencie Saona i Loara.
Według danych na rok 1990 gminę zamieszkiwały 53 osoby, a gęstość zaludnienia wynosiła 5 osób/km² (wśród 2044 gmin Burgundii Tintry plasuje się na 857. miejscu pod względem liczby ludności, natomiast pod względem powierzchni na miejscu 889.).